# قزاق‌لی (ساموخ)
قزاق‌لی (به لاتین: Qazaxlı) یک منطقه مسکونی در جمهوری آذربایجان است که در شهرستان  واقع شده است.